# Victims of Crime Act of 1984
A Lei das Vítimas de Crime de 1984 ( VOCA ) é uma legislação do governo federal dos Estados Unidos que visa ajudar as vítimas do crime por outros meios que não a punição do criminoso. Estabeleceu o Fundo para as Vítimas do Crime, um esquema para indenizar as vítimas do crime.

## Fundo de vítimas de crime
O Escritório para Vítimas de Crime, estabelecido pela Lei para Vítimas de Crime (VOCA) de 1984, administra o Fundo para Vítimas de Crime. O fundo é financiado por multas pagas por infratores federais condenados. Em setembro de 2013, o saldo do Fundo atingiu quase US $ 9 bilhões. As receitas depositadas no Fundo também vêm de doações, doações e legados de entidades privadas, conforme previsto por uma emenda à VOCA por meio do Patriot Act que entrou em vigor em 2002. De 2002 a 2013, mais de $ 300.000 foram depositados no Fundo por meio desta provisão.